# São Salvador e Santa Maria
São Salvador e Santa Maria é uma freguesia portuguesa do município de Odemira, com 121 km² de área e 3373 habitantes (censo de 2021). A sua densidade populacional é 27,9 hab./km².

## História
São Salvador e Santa Maria é a freguesia que agrega a vila sede do concelho de Odemira. Até 2013 devido à reorganização administrativa do século XVI, a vila de Odemira era dividida pelas freguesias de São Salvador e Santa Maria, pertencendo à freguesia de São Salvador as terras a norte de Odemira e à de Santa Maria as terras na margem direita do rio Mira, a montante de Odemira. Com a reorganização administrativa do território das freguesias implementada em 2013, expressa na Lei n.º 11-A/2013 de 28 de janeiro, as freguesias de São Salvador e Santa Maria foram agregadas, unificando o território da vila de Odemira. 
A nova freguesia foi criada aquando da reorganização administrativa de 2012/2013,  resultando da agregação das antigas freguesias de São Salvador e Santa Maria.

## Demografia
A população registada nos censos foi:
| Distribuição da População por Grupos Etários | Distribuição da População por Grupos Etários | Distribuição da População por Grupos Etários | Distribuição da População por Grupos Etários | Distribuição da População por Grupos Etários | Distribuição da População por Grupos Etários |
| -------------------------------------------- | -------------------------------------------- | -------------------------------------------- | -------------------------------------------- | -------------------------------------------- | -------------------------------------------- |
| Antes da agregação                           |                                              |                                              |                                              |                                              |                                              |
| Ano                                          | 0-14 anos                                    | 15-24 anos                                   | 25-64 anos                                   | >= 65 anos                                   | Total                                        |
| 2001                                         | 766                                          | 762                                          | 3084                                         | 1253                                         | 5865                                         |
| 2011                                         | 359                                          | 274                                          | 1669                                         | 817                                          | 3119                                         |
| Após a agregação                             |                                              |                                              |                                              |                                              |                                              |
| Ano                                          | 0-14 anos                                    | 15-24 anos                                   | 25-64 anos                                   | >= 65 anos                                   | Total                                        |
| 2021                                         | 354                                          | 321                                          | 1841                                         | 857                                          | 3373                                         |